# Carnival Ride
Carnival Ride är det andra albumet från den fjärde American Idol vinnaren, Carrie Underwood. Albumet släpps i USA den 23 oktober, 2007.

## Officiell låtlista
| Nr  | Artist                 | Låtskrivare                                          |      |
| --- | ---------------------- | ---------------------------------------------------- | ---- |
| 1.  | "Flat on the Floor"    | Ashley Monroe, Brett James                           | 3:18 |
| 2.  | "All-American Girl"    | Ashley Gorley, Carrie Underwood, Kelley Lovelace     | 3:32 |
| 3.  | "So Small"             | Robert Luke Laird, Hillary Lindsay, Carrie Underwood | 3:47 |
| 4.  | "Just a Dream"         | Gordie Sampson, Steven McEwan, Hillary Lindsay       | 4:44 |
| 5.  | "Get Out of This Town" | Gordie Sampson, Steven McEwan, Hillary Lindsay       | 3:02 |
| 6.  | "Crazy Dreams"         | George Berry Dean, Troy Verges, Carrie Underwood     | 3:36 |
| 7.  | "I Know You Won't"     | Wendell Mobley, Neil Thrasher, Steven McEwan         | 4:19 |
| 8.  | "Last Name"            | Robert Luke Laird, Hillary Lindsay, Carrie Underwood | 4:01 |
| 9.  | "You Won't Find This"  | Cathy Dennis, Tom Shapiro                            | 3:19 |
| 10. | "I Told You So"        | Randy Travis                                         | 4:17 |
| 11. | "The More Boys I Meet" | Scott Kennedy, Steven McEwan                         | 3:33 |
| 12. | "Twisted"              | Robery Luke Laird, Hillary Lindsay, Brett James      | 3:56 |
| 13. | "Wheel of the World"   | Hillary Lindsay, Chris Lindsey, Aimee Mayo           | 4:42 |